# Heinrich Brunhart (Politiker, 1857)
Heinrich Brunhart (* 27. Mai 1857 in Balzers; † 27. Juli 1935 ebenda) war ein liechtensteinischer Politiker (FBP).

## Biografie
Heinrich Brunhart war ein Sohn des Engel-Wirtes Andreas Callistus Brunhart und dessen Frau Nothburga (geborene Schlegel). Die späteren Landtagsabgeordneten Christian und Josef Brunhart waren seine älteren Brüder. Er war ein Bürger der Gemeinde Balzers und arbeitete als Bauführer und Landwirt. Nachdem er bereits von 1888 bis 1891 sowie von 1894 bis 1897 stellvertretender Gemeindevorsteher von Balzers war, bekleidete er von 1897 bis 1900 sowie von 1903 bis 1912 das Amt des Gemeindevorstehers. Des Weiteren war Brunhart von 1898 bis 1910 Abgeordneter im Landtag des Fürstentums Liechtenstein. Von 1914 bis 1922 fungierte er als stellvertretender Abgeordneter. Von 1928 bis 1932 war er schließlich erneut Abgeordneter.
Heinrich Brunhart war mit Katharina Vogt verheiratet. Aus der Ehe gingen vier Kinder hervor. Sein Sohn Heinrich wurde später ebenfalls Abgeordneter im Landtag des Fürstentums Liechtenstein.